# Konstytucjonalne teorie osobowości
Konstytucjonalizm w psychologii to teoria, która wiąże cechy osobowości, temperament i charakteru człowieka z właściwościami budowy jego ciała.
Za pierwszego konstytucjonalistę można uznać Hipokratesa, który jako pierwszy dostrzegł związek między budową ciała, a zachowaniem.
Do psychologów konstytucjonalnych zalicza się także Ernst Kretschmer (zobacz: teoria konstytucjonalna Kretschmera), William Sheldon (zobacz: teoria konstytucjonalna Sheldona), frenologia Franza Josefa Galla.